# Geolycosa suahela
Geolycosa suahela är en spindelart som först beskrevs av Embrik Strand 1913.  Geolycosa suahela ingår i släktet Geolycosa och familjen vargspindlar. Inga underarter finns listade i Catalogue of Life.